# 須賈
須 賈（しゅ か、生没年不詳）は、中国戦国時代末期の魏の官吏または外交官。魏の昭王時代に中大夫を務めた。

## 経歴
紀元前275年、秦の穣侯魏冄率いる秦軍が魏に攻め入り魏将芒卯、韓将暴鳶の軍と戦となり芒卯と暴鳶の軍は敗れ、魏の首都大梁に秦軍が迫る事態となった。この時、須賈は和睦の使者として秦軍と交渉にあたりこれを成功させ大梁攻めは免れた。
須賈が使者として斉に赴いた際、斉の襄王は須賈に随行していた食客の范雎が知識・弁舌に優れた賢者と聞き及んで金10斤・牛・酒を贈ろうとしたが、范雎はこれを断った。しかしこれを聞いた須賈は邪推または嫉妬し、帰国すると魏国宰相の魏斉にこの件を報告し、范雎は斉王の間諜であると誣告した。
報告を受け魏斉は范雎を捕えて拷問を加え、この為に范雎は歯と肋を折る重傷を負わされ更には簀巻きにされて便所に放り込まれて宴席の客に小便を掛けられる恥辱を受けた。范雎は看守に助けを請い、死亡を装って逃がされると友人の鄭安平に匿われそこで傷を癒して名を張禄と変えて魏斉の追捕を逃れ、秦の使者として魏を訪問していた謁者の王稽を鄭安平に紹介してもらい、秦へ赴き王稽から秦の昭襄王に推挙してもらうと後に秦の相国まで上り詰めた。
後に昭襄王が魏を討とうとした際、魏は須賈を講和の特使として派遣した。范雎はこれを知ると見すぼらしい姿で須賈の前に姿を現し、日雇い労働者と今の立場を偽って語ると須賈はこれを哀れに思い食事を共にし絹の綈袍（厚い綿入れ着）を買い与えた。その後范雎は自らの館へ須賈を入れ、そこで現在の実の身分を明かすと須賈はその前で上着を脱ぎ、地に頭を打ち付けて過去のことを謝罪した。
魏斉だけでなく須賈に対しても強い復讐心を抱いていた范雎だったが、直前に須賈が見せた旧縁の情でこれを幾分許し、各国の要人を招いた宴席を設けて須賈を下座に座らせ両脇には囚人を座らせるとその前に飼い葉桶に秣と大豆を詰めて供し、須賈に馬の様にこれを食べさせる恥辱を与え、魏王に魏斉を殺して差し出せば魏を攻めるのを止めるが、それをしない場合は魏都の大梁（現在の河南省開封市）を皆殺しにすると伝言を与え帰国させた。